# Peter Hooten

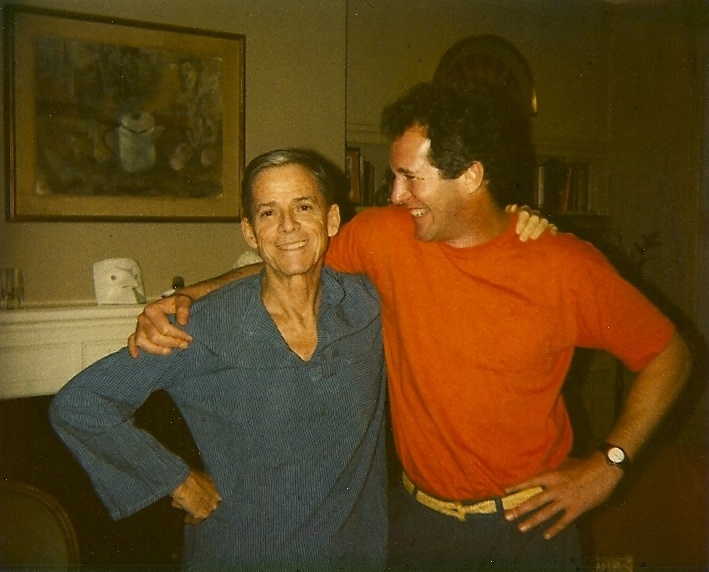
Peter Hooten (rechts) und James Merrill, 1992

Peter Hooten (* 29. November 1950 in Clermont, Florida) ist ein US-amerikanischer Schauspieler.

## Leben
Hooten begann seine Karriere 1969 mit einer Gastrolle in der Arztserie Dr. med. Marcus Welby. In den frühen 1970er Jahren hatte er eine Reihe weitere Episodenrollen, darunter in Die Waltons und Mannix. Sein Spielfilmdebüt hatte er 1975 in James Polakofs Thriller Sunburst, in dem er die Hauptrolle spielte. Im selben Jahr spielte er an der Seite von Andrew Robinson und Keenan Wynn im Drama A Woman for All Men. 1977 erhielt er die Rolle des Paul im Tierhorrorfilm Orca – Der Killerwal. Neben Richard Harris, Charlotte Rampling und Bo Derek war er erst- und letztmals in einer großen Hollywoodproduktion zu sehen.
1978 spielte er in zwei Produktionen, denen zu ihrer Zeit kein großer Erfolg beschieden war, die aber durch spätere Neuverfilmungen spätes Interesse von Filmfans errangen. In Enzo G. Castellaris Kriegsfilm Ein Haufen verwegener Hunde spielte er neben Bo Svenson und Fred Williamson den Mörder Tony. Der Originaltitel dieses Filmes und etliche Handlungsstränge inspirierten Quentin Tarantino zum 2009 erschienenen Inglourious Basterds. Im selben Jahr stellte Hooten die Titelrolle im Fernsehfilm Dr. Strange dar. Der als Pilotfilm für eine zu entwickelnde Fernsehserie gedrehte Fantasyfilm erfüllte jedoch die an ihn gestellten Erwartungen nicht. Der 2016 erschienene Marvel-Superheldenfilm Doctor Strange mit Benedict Cumberbatch entwickelte sich hingegen zum Blockbuster. In späteren Jahren war Hooten in einigen italienischen Produktionen zu sehen, darunter 2020 – Texas Gladiators von George Eastman und Joe D’Amato sowie Umberto Lenzis Söldnerfilm Kommando Schwarzer Panther.
Hooten war von 1983 bis zu dessen Tod 1995 Lebenspartner des Schriftstellers und Pulitzer-Preis-Gewinners James Merrill.

## Filmografie (Auswahl)

### Film
- 1975: Helden sterben jung (Prisoners)
- 1977: Orca – Der Killerwal (Orca)
- 1978: Ein Haufen verwegener Hunde (Quel maledetto treno blindato)
- 1978: Das fünfte Gebot
- 1982: Der Söldner (The Soldier)
- 1983: 2020 – Texas Gladiators (Anno 2020 – I gladiatori del futuro)
- 1987: Brothers in Blood (La sporca insegna del coraggio)
- 1987: Kommando Schwarzer Panther (Tempi di guerra)
- 1988: Un maledetto soldato
- 1990: Non aprite quella porta 3
- 2013: House of Blood
- 2017: Souleater

### Fernsehen
- 1970: The Bold Ones: The Protectors
- 1971: Dan Oakland (Dan August)
- 1972: Die Waltons (The Waltons)
- 1972: Mannix
- 1972: Twen-Police (The Mod Squad)
- 1975: Bronk
- 1978: Dr. Strange